# Heure-le-Romain
Heure-le-Romain (nld. Romaans-Heur; wa. Eur-li-Romin, Eure-li-Romin) – dzielnica (section) gminy Oupeye w Belgii, w Regionie Walońskim, w prowincji Liège, w okręgu Liège. 1 stycznia 2020 roku liczyła 2136 mieszkańców. Do 31 grudnia 1976 r. samodzielna gmina. 

## Demografia
Liczba mieszkańców, stan na 1 stycznia:
| Rok                | 1930 | 1947 | 1961 | 2020 |
| ------------------ | ---- | ---- | ---- | ---- |
| Liczba mieszkańców | 1501 | 1357 | 1570 | 2136 |